# Отгрузочная разнарядка
Отгрузочная разнарядка — экономико-правовой термин, обозначающий документ, в котором покупатель по конкретному договору поставки указывает грузополучателей, которым поставщик должен отгружать товар.
Так гражданское законодательство Российской Федерации предусматривает, что в случае, когда договором поставки предусмотрено право покупателя давать поставщику указания об отгрузке (передаче) товаров получателям (отгрузочные разнарядки), отгрузка (передача) товаров осуществляется поставщиком получателям, указанным в отгрузочной разнарядке. Содержание отгрузочной разнарядки и срок её направления покупателем поставщику определяются договором. Если срок направления отгрузочной разнарядки договором не предусмотрен, она должна быть направлена поставщику не позднее, чем за тридцать дней до наступления периода поставки.